# Майкл Грюнштейн
Майкл Грюнштейн (англ. Michael Grunstein; 30 серпня 1946, Румунія — 18 лютого 2024) — почесний професор біологічної хімії Школи медицини Девіда Геффена при Каліфорнійському університеті в Лос-Анджелесі.
Був єдиною дитиною, що вижила, серед тих, хто пережив Голокост. Отримав ступінь бакалавра наук в університеті Макгілла в Монреалі та ступінь доктора філософії в Единбурзькому університеті, Шотландія. Проходив аспірантуру в Стенфордському університеті в Пало-Альто, штат Каліфорнія, де винайшов методику скринінгу при використанні гібридизації колоній для рекомбінантних ДНК у лабораторії Девіда Гогнесса.
Після приходу до Каліфорнійського університету в Лос-Анджелесі в 1975 році Грюнштейн започаткував генетичний аналіз гістонів у дріжджах і вперше показав, що гістони є регуляторами активності генів у живих клітинах. Дослідження його лабораторії дали поштовх вивченню еукаріотичного гістонового коду і лежать в основі сучасних досліджень епігенетики. Його робота була відзначена в 2018 р. премією Альберта Ласкера за фундаментальні медичні дослідження.

## Відзнаки та нагороди
- Премія Мессрі 2003 р. від Школи медицини Кека Університету Південної Каліфорнії (разом з Р. Корнбергом і К. Д. Еллісом).
- У квітні 2008 р. був обраний до Національної академії наук США.
- 2011 р. — премія Льюїса С. Розенстіла за видатну роботу з фундаментальних медичних досліджень (спільно з К. Д. Еллісом).
- 2016 р. — премія Грубера з генетики від Фонду Грубера (Єльський університет) (спільно з К. Д. Еллісом).[8]
- 2018 р. — премія Альберта Ласкера за фундаментальні медичні дослідження (спільно з К. Д. Еллісом).[7]

## Зовнішні посилання
- Grunstein Lab
- Michael Grunstein profile at the University of California, Los Angeles